# مدرسه میرزا نعیم ارگ
مدرسه میرزا نعیم ارگ  مربوط به دوره قاجار است و در بم، داخل ارگ بم، کوچه مسجد واقع شده و این اثر در تاریخ ۲۷ مرداد ۱۳۸۲ با شمارهٔ ثبت ۹۵۷۲ به‌عنوان یکی از آثار ملی ایران به ثبت رسیده است.